# Stanisław Stańczykiewicz
Stanisław Stańczykiewicz (ur. 10 listopada 1935 w Wielkiej Wsi) – polski działacz partyjny i państwowy, inżynier mechanik, podsekretarz stanu w Ministerstwie Hutnictwa i Przemysłu Maszynowego (1983–1987).

## Życiorys
Syn Józefa i Marii. W 1951 przez rok pracował przy budowie Nowej Huty. W 1955 ukończył technikum mechaniczne w Tarnowie, a w 1960 studia z inżynierii mechanicznej na Wydziale Samochodów i Ciągników Politechniki Warszawskiej. Od 1960 związany z Zakładami Mechanicznymi „Ursus”, gdzie był kolejno starszym technologiem, kierownikiem gospodarki narzędziowej i matrycowni w Wydziale Kuźni, kierownikiem Wydziału Bloku Pędnego oraz od 1970 do 1979 Szefem Służby Planowania i Kontroli Produkcji. W latach 1979–1981 dyrektor ds. handlu i eksportu, a w latach 1981–1985 dyrektor generalny Zrzeszenia Przemysłu Ciągnikowego „Ursus”.
W 1961 wstąpił do Polskiej Zjednoczonej Partii Robotniczej. Od lipca 1983 do października 1987 pozostawał podsekretarzem stanu w Ministerstwie Hutnictwa i Przemysłu Maszynowego, od stycznia 1985 w randze pierwszego zastępcy ministra. Następnie w latach 1987–1988 był radcą handlowym w ambasadzie PRL w Pradze.